# エンドゾーン
エンドゾーンとは、アメリカンフットボールや、アルティメットなどでボールを受けられるゾーンである。ラグビーにおけるインゴールに当たる。
アメリカンフットボールでは53ヤード1フィート×10ヤード、アルティメットでは18m×37mの長方形のゾーンで、プレーイングゾーンの両側にひとつずつある。相手エンドゾーン内で味方からのパスをキャッチすることにより得点となる。